# Bulbophyllum blepharistes
Bulbophyllum blepharistes är en orkidéart som beskrevs av Heinrich Gustav Reichenbach. Bulbophyllum blepharistes ingår i släktet Bulbophyllum och familjen orkidéer. Inga underarter finns listade i Catalogue of Life.